# Wzór Bineta

## Wzór Bineta – wzór nator ruchuw polusił centralnych.
Ma postać:
{\displaystyle {\frac {d^{2}}{d\phi ^{2}}}\left({\frac {1}{r}}\right)+{\frac {1}{r}}=-{\frac {mr^{2}}{L^{2}}}F(r),}
gdzie:
{\displaystyle L} – moment pędu,
{\displaystyle r,} {\displaystyle \phi } – współrzędne biegunowe,
{\displaystyle m} – masa,
{\displaystyle F(r)} – siła w zależności od odległości.

## Wyprowadzenie
We współrzędnych biegunowych:
{\displaystyle \mathbf {r} =r\mathbf {\hat {e_{r}}} }
oraz:
{\displaystyle \mathbf {\dot {r}} ={\frac {dr}{dt}}\mathbf {\hat {e_{r}}} +r{\frac {d\phi }{dt}}\mathbf {\hat {e_{\phi }}} }
Korzystając z reguły łańcuchowej otrzymujemy:
{\displaystyle {\frac {\operatorname {d} \!r}{\operatorname {d} \!t}}={\frac {\operatorname {d} \!r}{\operatorname {d} \!\phi }}\cdot {\frac {\operatorname {d} \!\phi }{\operatorname {d} \!t}}}
oraz wiemy, że moment pędu w polu centralnym jest zachowany i równy:
{\displaystyle L=mr^{2}{\frac {\operatorname {d} \!\phi }{\operatorname {d} \!t}}}
Zatem stosując powyższe wzory i pochodną odwrotności otrzymujemy:
{\displaystyle \mathbf {\dot {r}} ={\frac {L}{m}}\left[-{\frac {d}{d\phi }}\left({\frac {1}{r}}\right)\mathbf {\hat {e_{r}}} +{\frac {1}{r}}\mathbf {\hat {e_{\phi }}} \right]}
Różniczkując drugi raz i stosując podobne przekształcenia otrzymujemy:
{\displaystyle \mathbf {\ddot {r}} =-{\frac {L^{2}}{m^{2}r^{2}}}\left({\frac {d^{2}}{d\phi ^{2}}}\left({\frac {1}{r}}\right)+{\frac {1}{r}}\right)\mathbf {\hat {e_{r}}} }
Widzimy, że zgodnie z naszymi oczekiwaniami człon zależny od wersora φ został wyzerowany. A zatem po zastosowaniu II Zasady Dynamiki Newtona dochodzimy do końcowego wzoru:
{\displaystyle {\frac {d^{2}}{d\phi ^{2}}}\left({\frac {1}{r}}\right)+{\frac {1}{r}}=-{\frac {mr^{2}}{L^{2}}}F(r)}
gdzie siłę F wyrażamy następująco:
{\displaystyle \mathbf {F} =F(r)\mathbf {\hat {e_{r}}} .}